# Centruchus mutilus
Centruchus mutilus är en insektsart som beskrevs av William Lucas Distant. Centruchus mutilus ingår i släktet Centruchus och familjen hornstritar. Inga underarter finns listade i Catalogue of Life.